# SNAPC1
SNAPC1‏ (Small nuclear RNA activating complex polypeptide 1) هوَ بروتين يُشَفر بواسطة جين SNAPC1 في الإنسان.